# Edgeley Park

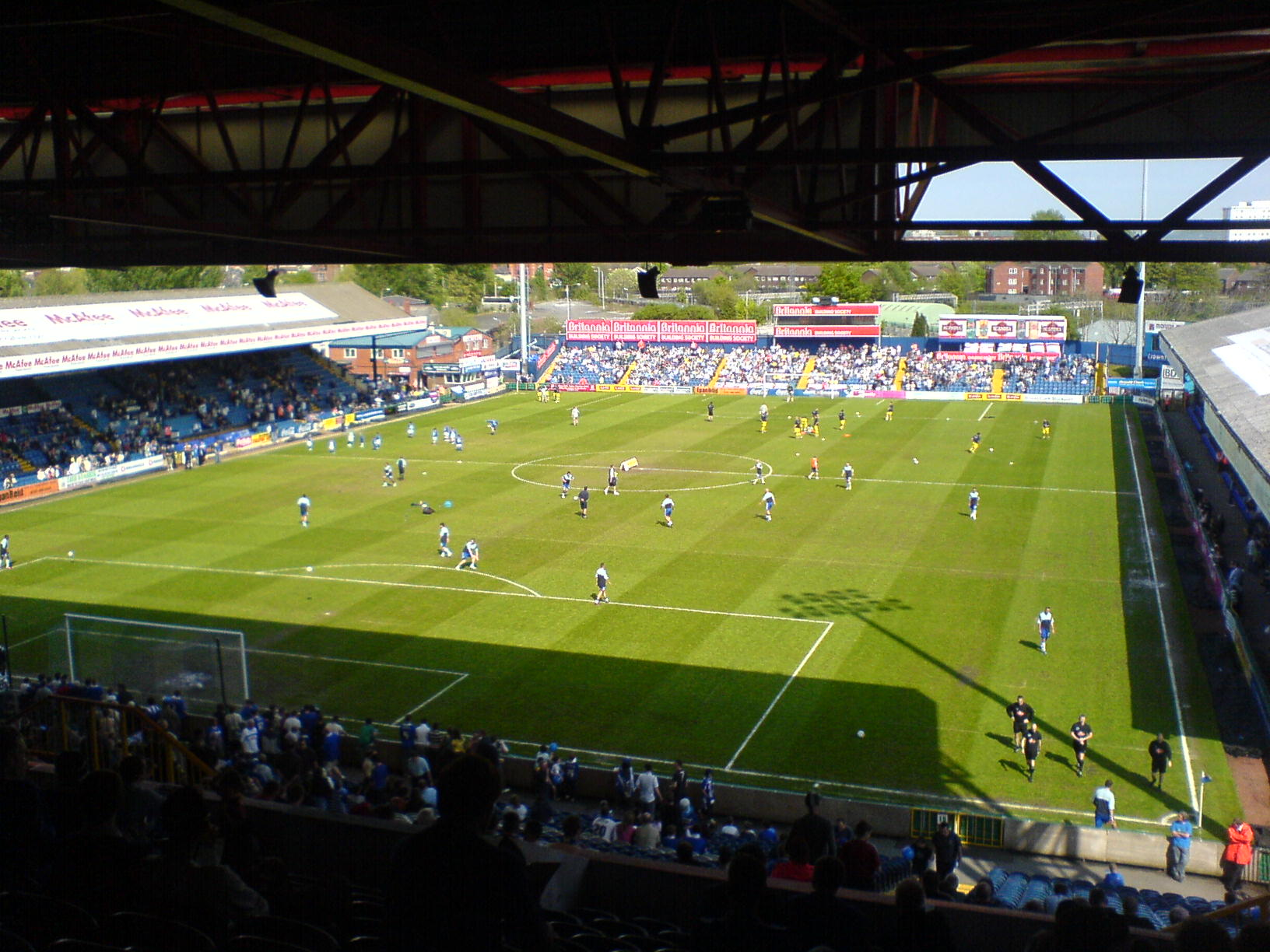
Edgeley Park

Edgeley Park är hemmaarena för Stockport County FC i fotboll sedan säsongen 1902/1903 och sedan 2003 även för Sale Sharks i rugby union. 
Edgeley Park är för närvarande en stadion med plats för 10 900 åskådare. Stockport County delade den med Sale Sharks Rugby Union Club mellan 2003 och 2012. År 2015 köpte Stockport Council arenan för cirka 2 miljoner pund och hyrde tillbaka den till fotbollsklubben för att förhindra att den rivs och byggs om. Efter den senaste ombyggnaden 2023 kommer man att kunna ta in 19 900 åskådare.

## Historik

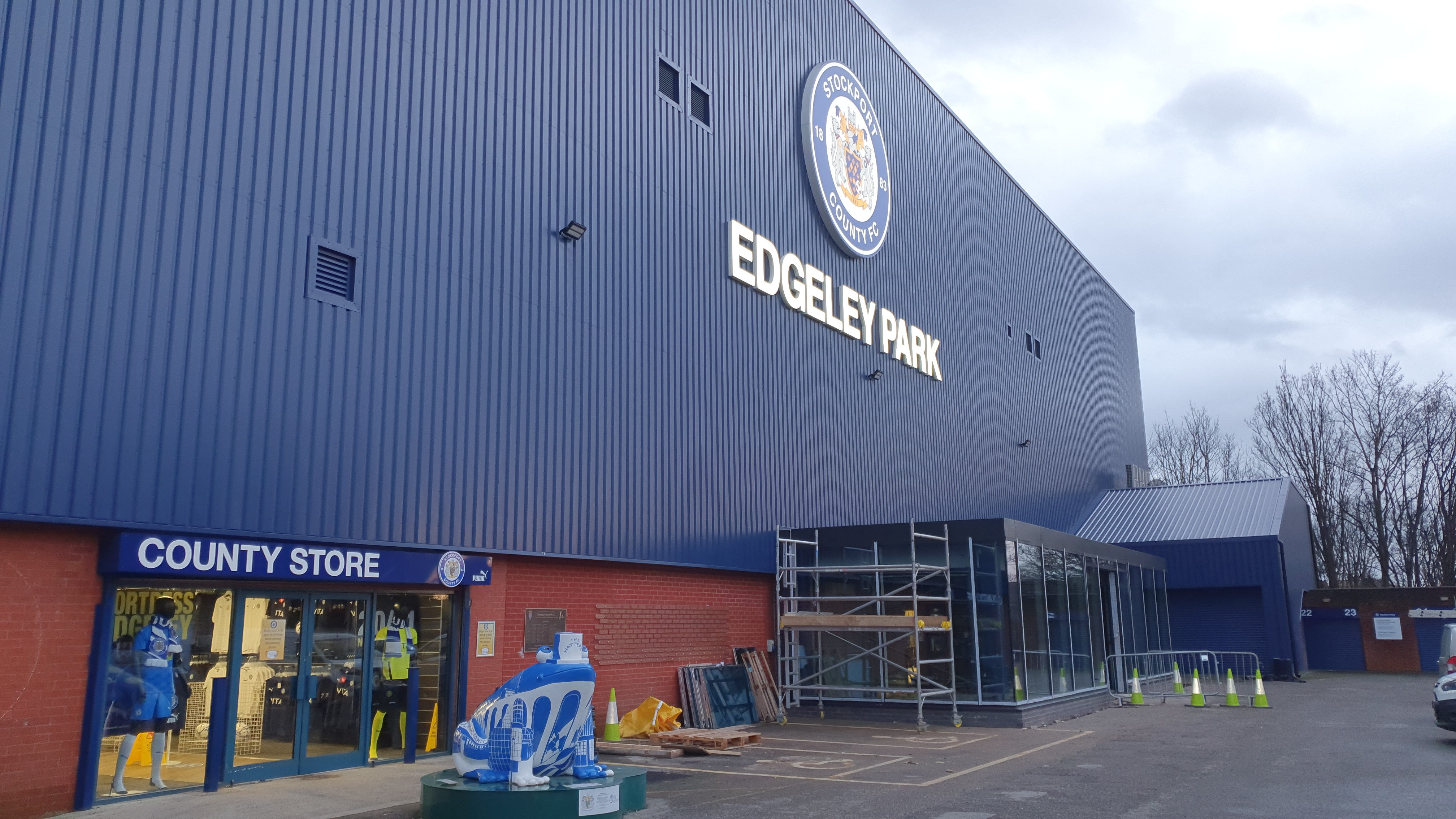
Ny yttre beklädnad på Cheadle End, december 2020

Marken Edgeley Park är byggd på donerades ursprungligen för sportbruk till Stockport av familjen Sykes (ägare av Sykes Bleaching Company) i slutet av 1800-talet. Stadion byggdes 1891 för rugbyligaklubben Stockport RFC. Stockport County flyttade dit från Green Lane 1902 och behövde hitta en större arena att spela på efter deras inträde i Football League två år tidigare. Stockport Countys första match på Edgeley Park var oavgjort 1–1 mot Gainsborough Trinity 1902.
Arenans huvudläktare, som på 1930-talet var gjord av trä, brann ner 1935. Branden förstörde alla Stockport Countys tidigare arkiv. Därför, förutom att behöva bygga om en betydande del av arenan, var klubben tvungen att ta på sig en enorm uppgift för att sammanställa information om tidigare resultat, spelande lag etc.
Publikrekordet är 27 833 och sattes 1950 när Liverpool FC besökte Edgeley Park för att spela mot Stockport County i den femte omgången av FA-cupen.
Strålkastarsystemet användes första gången för en inledande vänskapsmatch mot Fortuna '54 Geleen från Holland den 16 oktober 1956, vars lag inkluderade fyra medlemmar av det holländska landslaget som hade besegrat Belgien veckan före.
Efter branden på stadion i Bradford City 1985 började arbetet med att ta bort alla träkonstruktioner och stående terrasser från stadion, vilket drastiskt minskade kapaciteten, men ökade säkerheten och såg till att arenan överensstämde med Football Leagues regler. Detta arbete var så småningom fullbordat 2001. Järnvägsänden var den sista delen som konverterades från en ståplats till sittplatser. 
Chester City FC spelade en hemmamatch i Rumbelows Cup mot Manchester City på Edgeley Park den 8 oktober 1991, på grund av säkerhetsproblem angående deras tillfälliga hemarena Moss Rose.
Stockport County har genomfört en fullständig ombyggnad av arenan sedan de flyttade in, framför allt utbyggnaden av Cheadle End som öppnade 1995.
Den 31 juli 2015 övergick Edgeley Park till Stockport Council. I februari 2022 kom klubben överens med rådet om ett 250-årigt hyresavtal av Edgeley Park.

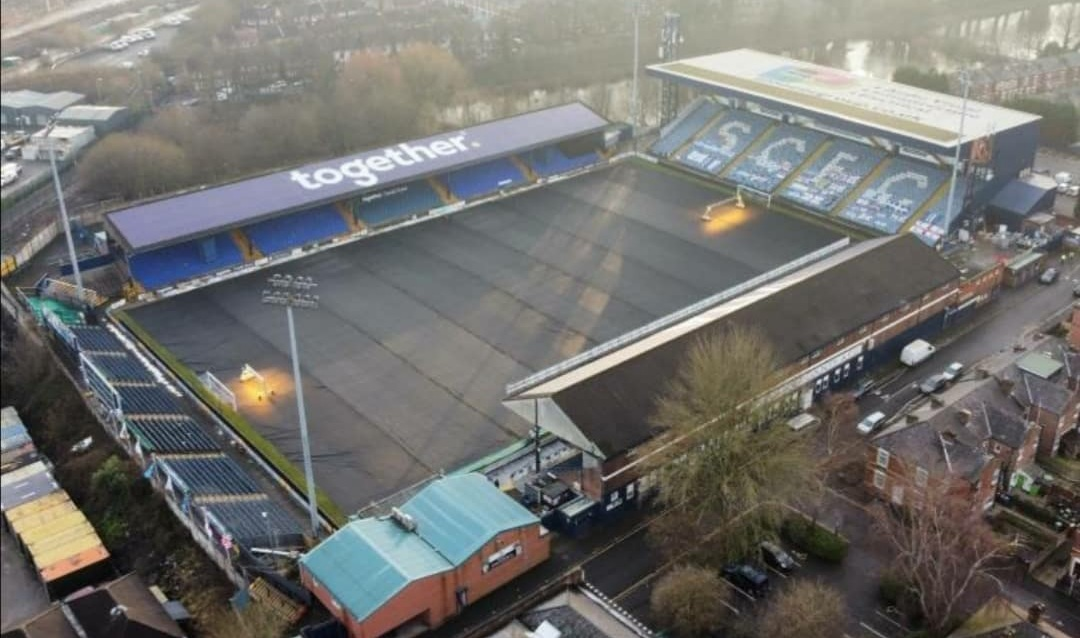
Översiktsbild av Edgeley Park tidigt 2021

I juli 2020; på grund av Covid−19-pandemin i Storbritannien fick idrottsarenor sin kapacitet beskuren. Edgeley Parks kapacitet reducerades till 2 700 platser. Men inga fans släpptes in på arenan för starten av säsongen 2020–21. Detta hindrade inte att stadion renoverades med nya sittplatser som sattes in i järnvägsänden, och ny yttre beklädnad lades till Cheadle End.

## Planerad utveckling
Ett samråd pågår för att öka kapaciteten på stadion till 20 000 från de 10 841 som den då hade. All utveckling kommer dock att vara beroende av hur klubben presterar i ligan. Fas ett kommer att ersätta East Stand (eller Railway End) från 1 366 platser (utan tak) till cirka 4 500 platser (med tak). Detta kommer att göra det likt det befintliga West Stand (eller Cheadle End) om än med en något lägre kapacitet. Planerna är att bygget ska starta 2023. Fas två kommer att vara att bygga om South Stand (annars Pop Side, Family Stand eller Barlow Stand), vilket ökar monterns kapacitet från 2 411 till 6 500 sittplatser. Fas tre relaterar till huvudläktaren (Danny Bergara-läktaren) och skulle utöka den befintliga läktaren till planens fulla längd. Detta skulle innebära en ökning av kapaciteten från drygt 2 000 till ca 6 500 platser.

## Spel
Edgeley Park finns med i Rugby Challenge 2 som en av fem licensierade engelska arenor. Stadion finns också med på EA Sports Rugby 08. Edgeley Park visades i trailern till Football Video Game FIFA 22.